# Blow (album de Ghinzu)
Pour les articles homonymes, voir Blow.
Albums de Ghinzu
Electronic Jacuzzi
(2000) Mirror Mirror
(2009)
Singles
1. Do You Read Me?

Blow est le 2e album studio du groupe de rock belge Ghinzu, sorti en 2004. 

## Historique
L'album est tout d'abord sorti en Belgique en février sous le label Dragoon, qui appartient au groupe, puis en septembre en France sous le label Atmosphériques, et en 2005 dans d'autres pays européens sous le label V2 Records. La pochette de l'édition belge, représentant le chanteur John Stargasm décapité et tenant sa tête tranchée à bout de bras devant un micro, a été censurée pour les éditions dans les autres pays car jugée trop violente et remplacée par une image en négatif de deux chevaux.
21st Century Crooners a été utilisée pour une publicité pour la SNCF, Cockpit Inferno pour la bande originale du film Les Chevaliers du ciel (2005), 'Til You Faint pour celle du film Dikkenek (2006), The Dragster-Wave pour celle du film Taken (2008) et Blow pour celle du documentaire Nous resterons sur Terre (2009).

## Accueil
L'album s'est classé à la 13e place du classement des meilleures ventes en Belgique francophone et à la 78e en France. Le single Do You Read Me? s'est classé à la 72e place en France.
Il a été accueilli très favorablement par la critique. Thomas Burgel, des Inrockuptibles, estime que, malgré quelques titres trop tapageurs, l'album possède « un éclat indiscutable » et que « de puissantes mélodies portent des morceaux fulgurants » comme Blow, Do You Read Me?, High Voltage Queen et 21st Century Crooners. Pour Anne Yven, de Music Story, qui lui donne 4 étoiles sur 5, « cet album conçu comme un ensemble narratif cohérent, dans lequel les chansons imbriquées les unes aux autres se suivent et ne se ressemblent pas » « est un must absolu du rock des années 2000 ». Elle met particulièrement en avant la « torpeur grisante » de Blow, le « niveau de maîtrise » de The Dragster-Wave, le « concentré d'efficacité rock » de Do You Read Me? et le moment « d'accalmie romantique » qu'est Sweet Love. Le site albumrock lui donne 4 guitares sur 5, évoquant une « réussite totale » avec des « envolées lyriques nombreuses, qu'elles soient provoquées par la guitare électrique, le piano ou la basse » et des chansons « très variées ». Le site Forces parallèles, lui donne 4 étoiles sur 5, affirmant que « la variété des influences est la très bonne surprise » de cet album « assez hétérogène, alternant passages énergiques et mélancoliques », où le groupe « pratique un rock à la fois sombre et déchaîné, pour un résultat assez surprenant » avec quelques titres « indispensables », Blow, 21st Century Crooners, High Voltage Queen et Sea-Side Friends, et d'autres « plus anodins ».

## Liste des chansons
Toutes les paroles sont écrites par John Stargasm exceptées celles de Blow et The Dragster-Wave, coécrites par Stargasm et Sanderson Poe. Toutes les musiques sont composées par Ghinzu, exceptée celle de Sweet Love, composée par John Stargasm.
| No  | Titre                             | Durée |
| --- | --------------------------------- | ----- |
| 1.  | Blow                              | 8:55  |
| 2.  | Do You Read Me?                   | 4:16  |
| 3.  | Jet Sex                           | 3:05  |
| 4.  | Cockpit Inferno                   | 3:48  |
| 5.  | 'Til You Faint                    | 3:27  |
| 6.  | The Dragster-Wave                 | 6:11  |
| 7.  | Sweet Love                        | 3:58  |
| 8.  | High Voltage Queen (The Reign Of) | 5:16  |
| 9.  | 21st Century Crooners             | 3:29  |
| 10. | Mine                              | 5:15  |
| 11. | Horse                             | 2:53  |
| 12. | Sea-Side Friends                  | 4:33  |

## Crédits
- John Stargasm : chant, piano, claviers, basse
- Mika Nagazaki : basse, guitare, synthétiseur
- Greg Remy : guitare, basse
- Fabrice George : batterie
- Kris Dane : claviers, guitare, chœurs
- Sanderson Poe : contrebasse, chœurs